# Henry George (économiste)
 (décembre 2020).
 (juin 2025).
Pour les articles homonymes, voir Henry George et George.
Henry George (2 septembre 1839 à Philadelphie – 29 octobre 1897 à New York) est un économiste autodidacte, auteur et homme politique américain qui a élaboré et promu un projet de réforme fiscale basée sur le concept d'impôt unique foncier (impôt ayant comme assiette la surface du sol détenu par le ménage propriétaire imposé), dans le but de « conformer les arrangements sociaux aux lois naturelles » et de remédier aux inégalités de revenus, au chômage et aux crises économiques qui surviennent paradoxalement avec le progrès.
Ses théories, relativement confidentielles dans le monde francophone, ont été rassemblées par le courant de pensée georgiste, d'obédience socialiste et très populaire aux États-Unis et dans les pays anglo-saxons.

## Biographie

### Parents, enfance et adolescence (1839-1855)
Le grand-père maternel de Henry, John Vallanee, sculpteur né à Glasgow (Écosse), décéda en 1823 ; il avait sept filles et sa veuve, Margaret Pratt, n'était pas riche ; un cousin du père de celle-ci, riche marchand de Philadelphie, donna une petite maison de briques à chacune des filles, et elles reçurent une bonne éducation. Le grand-père paternel de Henry George, Richard George, né dans le Yorkshire (Angleterre), était capitaine de navire ; il se maria avec Mary Reid de Philadelphie dont il eut trois enfants, Richard Samuel Henry (R. S. H.) étant le benjamin né dans le New Jersey (à New Brunswick) en 1798. 

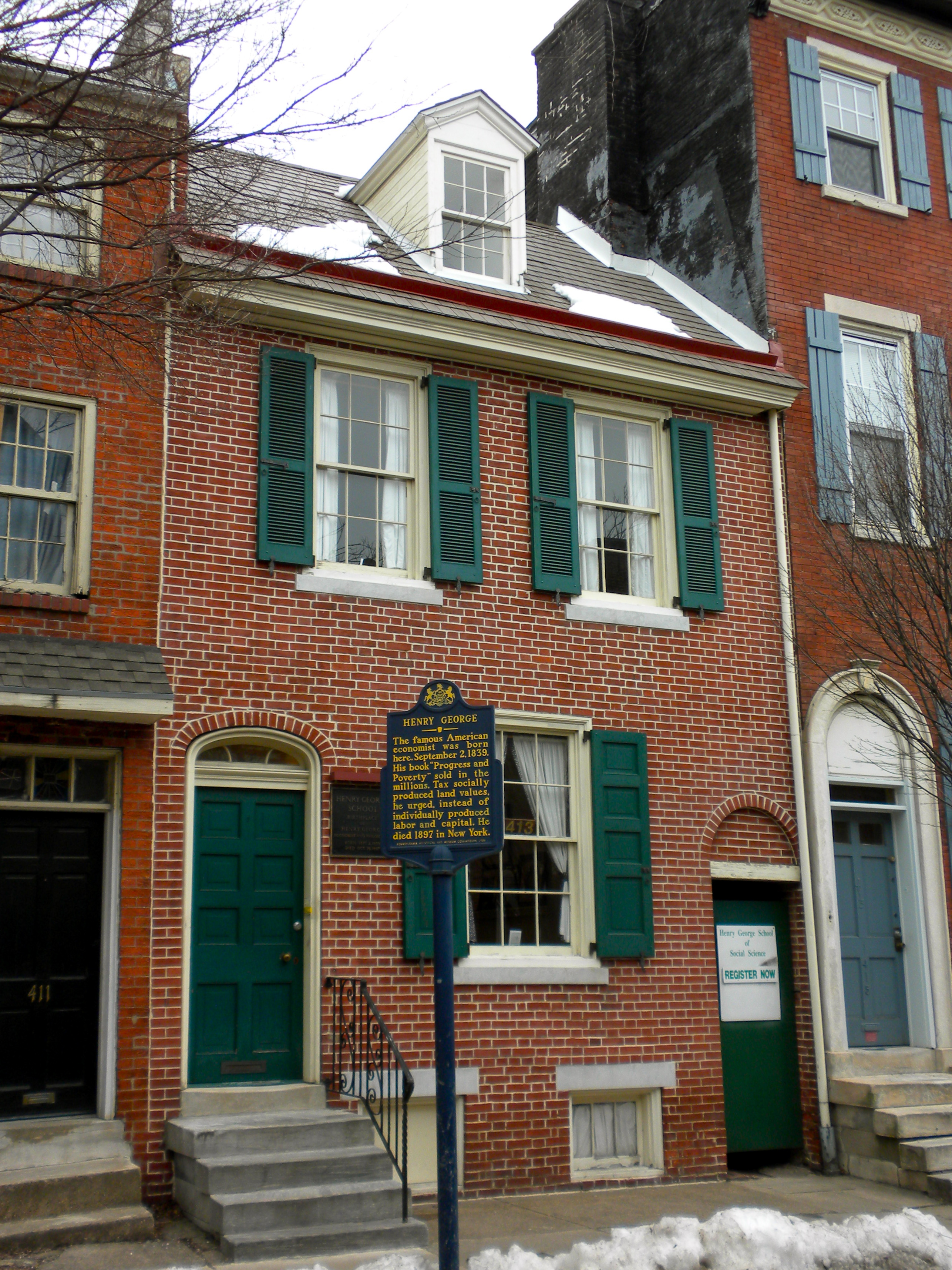
Lieu de naissance à Philadelphie

 R.S.H. George fut un « bon marin » sur les fleuves américains, il s'engagea dans la mercerie en Nouvelle-Orléans, puis s'établit à Philadelphie, où il travailla aux douanes à deux périodes de sa vie, séparées par 17 ans comme éditeur des livres de l'Église Épiscopale ; il eut deux enfants d'un premier mariage, devint veuf, et se remaria avec Catherine Pratt Vallanee, qui tenait une petite école privée avec sa sœur, et ils eurent dix enfants ; Henry (2 septembre 1839) était le second d'entre eux et l'ainé de quatre garçons.
Le père garda les siens dans un certain confort, et le petit Henry reçut une éducation religieuse stricte. Il passa son enfance sur les quais de Philadelphie, à nager, patiner et monter sur les navires, l'imagination nourrie par des récits de missionnaires et de la famille, ainsi que par la lecture. Sa mère lui transmit un goût pour la poésie et la littérature, et il allait dans des bibliothèques, dont celle du Franklin Institute grâce à son oncle maternel Thomas Latimer, - coéditeur avec son père. Il fréquenta diverses écoles, privées et publiques, dont l'Académie Épiscopale, mais cessa après seulement quatre mois au secondaire.
L'ampleur des besoins vitaux de la famille grandissante a pu pousser Henry à travailler, dès l'âge de 13 ou 14 ans, dans une maison d'importation de verrerie chinoise, puis au bureau d'un technicien naval (marine adjuster). Le jeune Henry se sentait appelé par la mer, et en 1855 il demanda à un cousin plus âgé que lui d'en parler à un ami de la famille dont le père était capitaine. R.S.H. George jugea inutile d'aller contre son vœu, mais craignant que son fils mène une vie itinérante et dans l'espoir de l'en détourner, il demanda au capitaine de ne pas lui accorder de conforts particuliers. À l'âge de 15 ans Henry George se rendit à Melbourne en Australie et à Calcutta en Indes en tant que mousse sur le navire Hindoo.

### AvantProgrès et pauvreté(1856-1879)
À son retour aux États-Unis, il travailla comme typographe, jusqu’à ce qu’il fût pris par la fièvre de la Ruée vers l'or du canyon du Fraser. Après trois années de prospection à Victoria il abandonna ce qui s'était avéré être des illusions, et alla travailler à San-Francisco en 1858 comme ouvrier pour un journal. Nonobstant sa situation précaire, il consacrait ses rares heures de loisirs à étudier. D’un naturel plutôt timide et craignant la raillerie, il hésita tout d'abord mais envoya finalement des articles anonymes au directeur du journal qui l’employait ; la plupart furent publiés, et plusieurs eurent même un certain retentissement. Quand il se fit connaitre, il devint aussitôt rédacteur.
En 1861 il se maria avec Annie Fox, une orpheline de 18 ans originaire d'Australie. Ce fut un mariage heureux, et ils eurent quatre enfants, dont un fils prénommé Henry Jr. né en 1862. Mais George travaillait alors de manière occasionnelle, et le paiement de son salaire était irrégulier. Il fut un jour si désespéré, après la naissance du deuxième enfant, qu'il demanda sur la rue cinq dollars à un inconnu, qui le lui donna.
En 1871 il publia son premier livre, Our land and land Policy. Il proposa d'instaurer le vote secret (qu'on appelait alors « vote australien ») pour combattre l'influence corruptrice de l'argent dans les élections ; « le premier effort vers une réforme consiste à éveiller l'opinion publique », écrivait-il. En 1872, il fonda à San-Francisco le journal San Francisco Evening Post, qui eut beaucoup de succès, mais dut cesser ses activités quelques années plus tard (1875) après avoir été « mis dans l'embarras par une obligation envers un homme riche (sénateur John P. Jones) dont le billet avait été accepté à sa demande ».

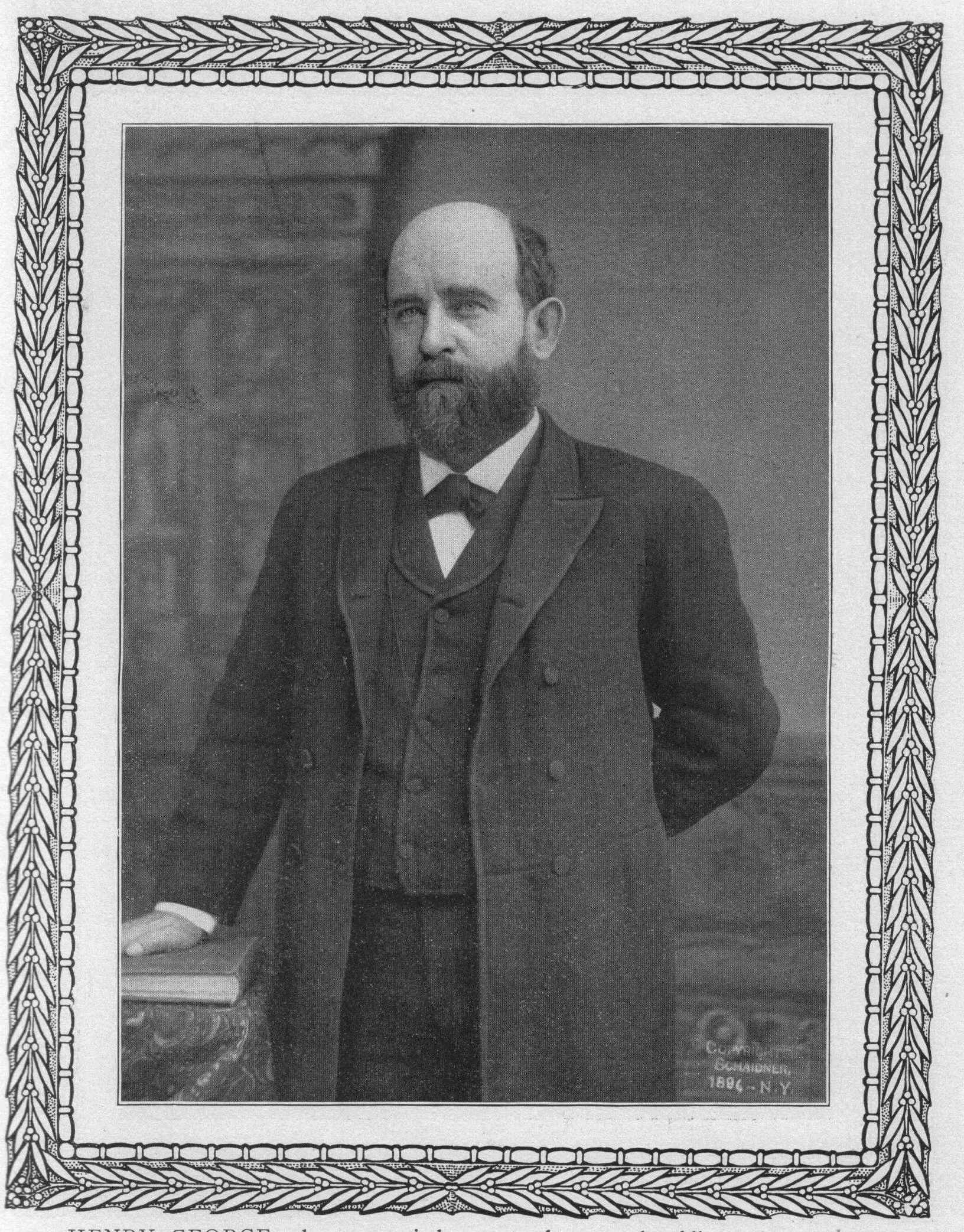
Henry George en 1886

Il sollicita et obtint du gouverneur (Irwin) de la Californie la sinécure d’inspecteur des gaz, ce qui lui permit de se consacrer presque exclusivement à ses travaux. C’est alors qu’il conçut son livre Progrès et pauvreté, sous-titré Enquête sur la cause des crises industrielles et de l’accroissement de la misère au milieu de l’accroissement de la richesse ; Le remède, qui parut à 500 exemplaires en 1879 (édition d'auteur), et se vendit par la suite à des millions de copies dans des dizaines d'éditions aux États-Unis et en Angleterre. (En 1925, Progrès et pauvreté avait été traduit en français, portugais, espagnol, allemand, danois, suédois, polonais, tchèque, hongrois, russe, japonais et arabe, et des extraits sont parus en esperanto) Dans ce livre, il tâchait « d'unir la vérité perçue par l'école de Smith et Ricardo, à la vérité perçue par l'école de Proudhon et Lassalle, de montrer que le laissez-faire ouvre la voix à la réalisation des nobles rêves du socialisme, [et] d'identifier la loi sociale avec la loi morale ».

### Après 1879
Le succès de son livre arracha George à la vie du fonctionnaire. Il s'installa à New York en 1880. Pendant les seize dernières années de sa vie il propagea ses idées, dans plusieurs tournées des États-Unis, au cours desquelles des foules se joignaient à lui, au Canada (1884), en Angleterre, où il prit la défense du libre-échange avec Protection or free-trade (1886), en Irlande, ainsi qu’en Australie (1890) et en Nouvelle-Zélande.
George n'avait pas d'ambition politique, mais reçut en 1886 une nomination indépendante (Union Labor Party) pour la mairie du "petit" New York (excluant Brooklyn, etc.). Il fallut une coalition des deux plus grands partis pour empêcher son élection (Nombre de votes: coalition, 90552 ; H. George, 68110, - 2e et devant Theodore Roosevelt)
En janvier 1887 il lança un journal hebdomadaire de nouvelles et d'opinions (correspondance, poésie, etc.) pour « l'émancipation du travail et la restauration des droits naturels, » The Standard, dont il fut l'éditeur pendant deux ans. En mai 1891, le pape Léon XIII publia l'encyclique Rerum Novarum qui déclarait anathème le socialisme et les théories de George, - un rapprochement incongru d'après l'intéressé et l'Évêque McGlynn, - dont la suspension fut l'objet d'un débat passionné - dans le Standard les années précédentes.  George répondit par une lettre ouverte, Sur les conditions de travail, qui fut publiée à 150 000 copies dans les pays anglo-saxons. En 1892 il publia A perplexed philosopher.
En 1897, les partisans de George l'ont convaincu de briguer les suffrages à la mairie du “grand” New York (incluant Brooklyn et autres municipalités adjacentes) ; en dépit des avis de médecins qui le mettaient en garde contre une mort probable à cause de sa santé vacillante, il accepta pour « représenter (le sentiment de) ceux qui pensent que tous les hommes sont créés égaux, » suivre « le principe de la vraie démocratie énoncé dans la philosophie de Thomas Jefferson, » et « plaider la cause des gens ordinaires contre la corruption et le despotisme » ; et il nomma son parti le « Parti de Thomas Jefferson ». Il communiquait son enthousiasme aux foules, et faisait plus de discours que le candidat républicain et le démocrate réunis. Puis, dans la nuit du 28 au 29 octobre, il eut une crise d'apoplexie (accident vasculaire cérébral) et mourut - quatre jours avant l'élection (Henry George Jr. (en) tâcha en vain de remplacer son père à l'élection.)  

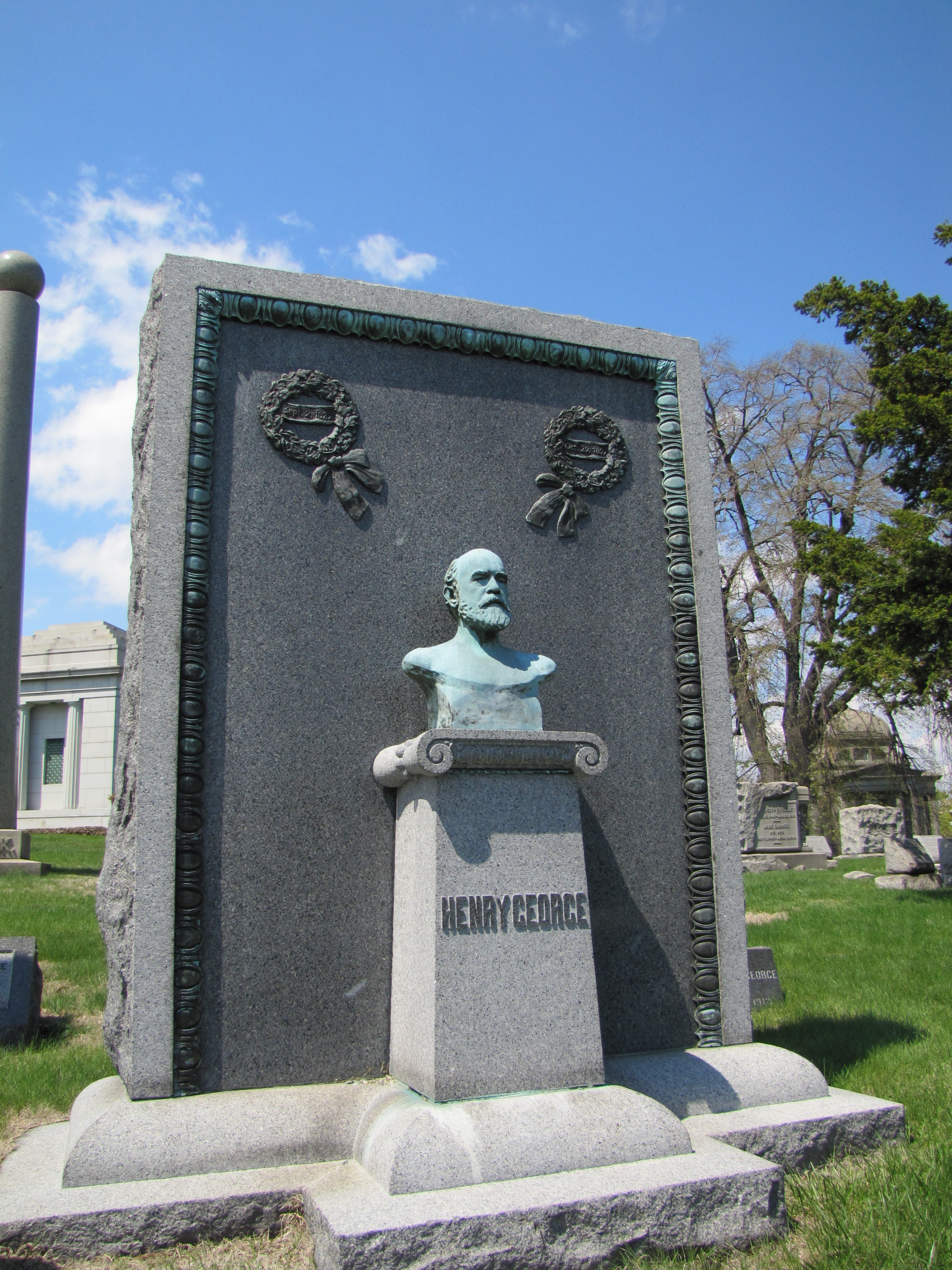
Pierre tombale au cimetière Green-Wood

Ses funérailles ont donné lieu à « une des plus grandes manifestations populaires de sentiment et de respect pour un citoyen strictement privé dans l'histoire des États-Unis » ; environ 100 000 personnes y assistèrent. Il a été qualifié d'homme le troisième plus célèbre des États-Unis (après Mark Twain et Thomas Edison) par sa petite-fille Agnes de Mille.
Dans les derniers mois de sa vie, George écrivit The Science of Political Economy (œuvre posthume), dans lequel il résuma en quelques pages autobiographiques ses sentiments par rapport à son œuvre principale, Progrès et Pauvreté : ce fut « le plus grand succès qu'un livre d'économie ait jamais connu. On n'a jamais réussi à attaquer son raisonnement, et il a donné lieu sur trois continents à des mouvements dont le succès est seulement une question de temps » ; Cependant, les adhérents de l'économie scholastique qui a été démolie ont « préféré considérer cette œuvre avec mépris, » et inventer une « économie politique incohérente » « en s'en remettant à leurs positions officielles sécurisées par les intérêts de la classe dominante, » (plutôt que) « d'admettre que la vraie science était accessible à tous et ne pouvait se poursuivre que sur la base de droits égaux ».
Henry George Jr. écrivit une biographie de son illustre père en 1900.

## Conceptions économiques

### Contexte théorique et historique
En économie politique, « le point de départ des discussions sur l’incidence des taxes est un passage du livre De la richesse des nations de Adam Smith (livre v, chap. ii),» selon qui « les taxes doivent provenir de loyers, profits ou salaires, » alors que « toute taxe qui ne tombe que sur l'une de ces trois sortes de revenus est injuste, dans la mesure où elle n’affecte pas les deux autres ». « Comme la terre, le travail et le capital s'unissent pour produire la richesse, c'est entre eux trois (rente, salaire et intérêt) que le produit doit être partagé », dit effectivement George. Cependant, à la suite de Smith, David Ricardo (de qui John Stuart Mill se disait le disciple) avait cherché « l'incidence ultime plutôt qu'immédiate des taxes, » et ce, en « répétant et développant les principes posés par Malthus ». Or George jugeait que la théorie de ce dernier était « une pure chimère ».
George estimait que « l'économie politique [avait] fait fausse route » en considérant le capital comme « le facteur le plus important de la production, » et qu'en inversant le rapport entre la terre, le travail et le capital les auteurs classiques n'expliquaient pas « la cause de l'accroissement de la misère au milieu de l'accroissement de la richesse ». George avait notamment observé que la construction d'un chemin de fer en Californie en 1871 s'était accompagné d'une hausse du prix des terrains et des loyers concomitante au niveau des salaires ; « Partout où l'on a construit ou projeté un chemin de fer, la terre a été monopolisée par anticipation, et le bénéfice escompté (s'est traduit) par une hausse des valeurs foncières. Le progrès spéculatif de la rente dépassant ainsi le progrès normal, le progrès s'est trouvé entravé, et la (consommation) a diminué, » - provoquant un état de crise économique. Et il constatait de manière générale que « si quelqu’un tente d’utiliser son propre travail ou celui des autres, aux champs ou en construisant une usine, il fait rapidement face au spéculateur qui lui demande un prix non naturel pour le sol qu’il doit utiliser, et aux collecteurs d’impôts qui le mettent pratiquement « à l’amende comme s’il avait commis un crime ». » C'est dans ce contexte que George en arrive à sa doctrine fondamentale :
« Il faut que la terre devienne propriété commune » 

### La propriété du sol à l'origine des inégalités

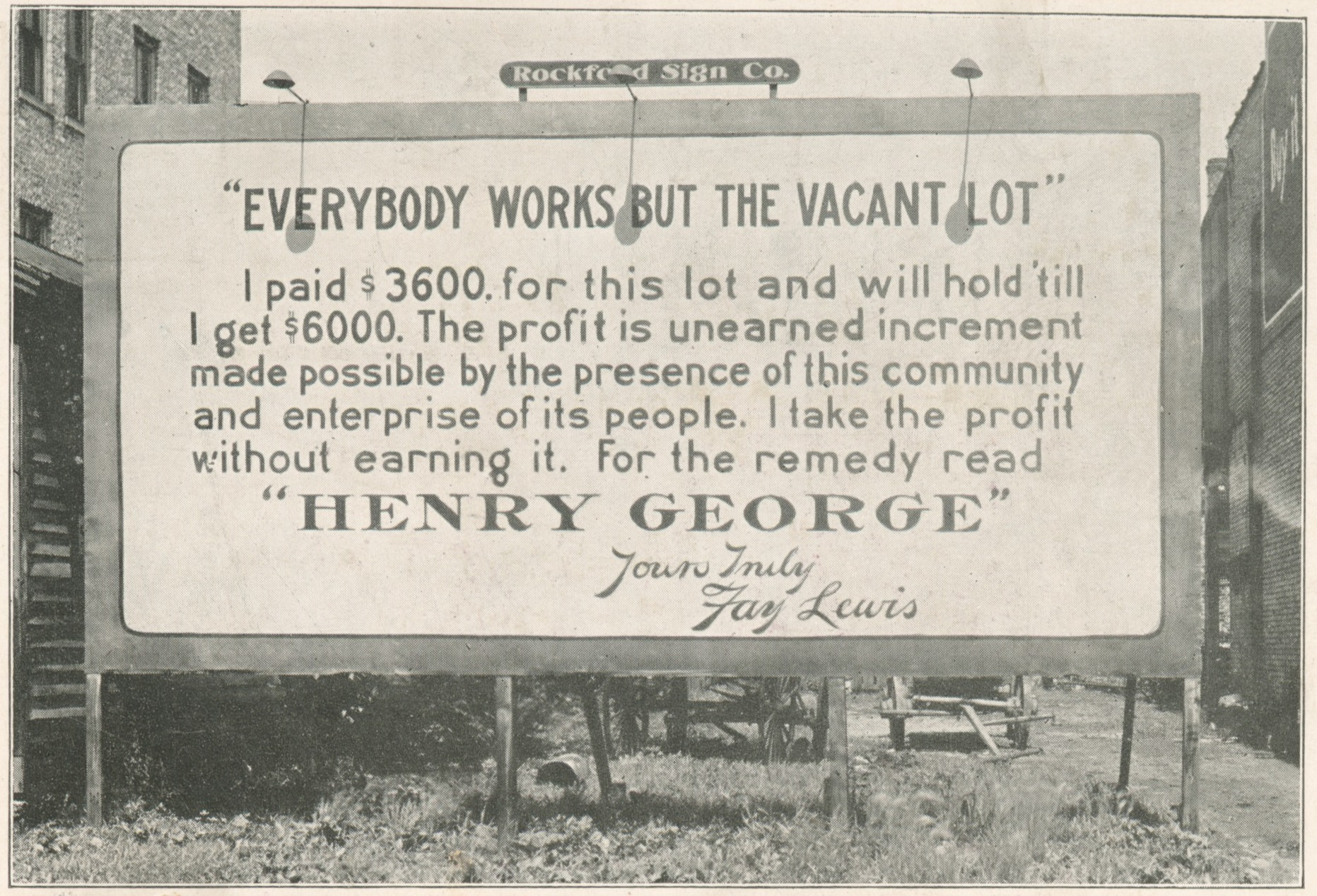

Selon George, la propriété individuelle privée de la terre est inséparable de l’inégale propriété de la terre ; et l’inégale propriété de la terre engendre nécessairement l’inégalité de distribution de richesse, - parce que « la possession de la terre entre des mains privées donne un pouvoir de plus en plus grand de s'approprier la richesse produite par le travail et par le capital ». 
« Le progrès matériel ne peut nous débarrasser de notre dépendance à la terre ; il ne peut qu’ajouter à notre pouvoir (d’en) tirer de la richesse ; c’est pourquoi si la terre est monopolisée, ce progrès peut augmenter à l’infini sans que les salaires augmentent, ou que la condition de ceux qui n’ont que leur travail pour vivre s'améliore ».

### Accès à la terre, pauvreté, chômage et crises
George a soutenu que la quasi-totalité des richesses créées par le progrès social et technologique dans une économie de marché est accaparée par des propriétaires fonciers et des monopoles via les loyers, et que la concentration de cette richesse gagnée « non naturellement » est la cause principale de la pauvreté, de telles injustices suscitant ni plus ni moins qu’une nouvelle forme d’esclavage, l’esclavage salarié (wage slavery). (William West a pu être parmi les premiers, en 1847, à utiliser le terme "esclavage salarié" en lien avec la propriété du sol)       
« Le niveau des salaires et les opportunités d'emplois [dépendent] ultimement de la possibilité d’accéder à la terre, » c’est-à-dire du prix que la main d’œuvre doit payer pour en avoir l’usage. Car plus le prix qu’il faut payer pour le sol augmente, moins les travailleurs peuvent garder des fruits de leur travail et plus il est difficile pour eux de s’auto-employer ; et plus la proportion de ceux qui cherchent un emploi salarié augmente, plus il y a de compétition entre l’un et l’autre pour le travail, plus le niveau des salaires baisse. Par ailleurs, le besoin de travailleurs pour les employeurs – « ceux qui engagent au moins du personnel pour vendre leurs produits » – est largement déterminé par ceux qui tirent leur pouvoir d’achat de ce qu'ils obtiennent par leur travail, qui constituent la majorité. En somme, le coût élevé de l'usage du sol appauvrit les travailleurs, provoque le chômage et fait baisser les salaires, et la diminution de la consommation due à la pauvreté entraîne régulièrement des crises économiques, celles-ci étant aggravées par la spéculation sur les rentes. Selon George, les dirigeants ne manifestaient aucun intérêt pour expliquer la cause du chômage.

### Valeur d'usage et valeur d'échange
Smith avait raison de distinguer entre valeur d'usage (utilité) et valeur d'échange (pouvoir d'achat), mais ses successeurs ont dit « pas d'échange sans demande, ni de demande sans une utilité quelconque », et Mill a déclaré la théorie « complète » ; puis « l'école psychologique autrichienne » a ramené la « valeur » à une notion subjective, l'intensité d'un désir (désirabilité), - et « l'utilité marginale ». Mais la « confusion » ne peut pas faire disparaître la « perception commune » ; « les valeurs d'usage et d'échange sont aussi différentes que le poids et la couleur », dit George. 
La valeur d'échange est liée à la « capacité d'une chose de satisfaire un désir, peu importe qu'il soit oisif, vicieux ou cruel, » et correspond à un « estimé du travail et de la difficulté pour obtenir cette chose » ;
La valeur d'usage est liée à la « nature intrinsèque d'une chose, qui la rend apte à satisfaire non pas n'importe quel désir, mais ceux qu'on appelle des besoins ou nécessités, qui sont plus bas dans l'ordre des désirs et ressentis par tous les hommes ».

Science of political economy, 1898

Une chose peut avoir une valeur d'échange et une valeur d'usage, mais une autre seulement une valeur d'échange (ex. un objet antique inutilisable) ou seulement une valeur d'usage (ex. air). En économie politique le terme « valeur » signifie presque toujours « valeur d'échange » ; il y a lieu de préciser « valeur d'usage » dans les autres cas.

### Richesse et capital
« Rien de ce que la nature fournit à l'homme sans son travail ne peut être appelé richesse ». Les richesses sont des « choses tangibles » (minéraux, constructions, etc.), produites par un « travail productif » (« travail donnant de la valeur aux choses matérielle », par opposition au « travail servant directement le désir »), « adaptées à l'usage ou au plaisir humain »,  et qui « impliquent l'idée d'échange » ; « leur valeur [dépend] de la somme de travail qui serait nécessaire pour produire des choses du même genre ».
« Tout ce qui a de la valeur au niveau de l'échange n'est pas [pour autant] de la richesse ». Les choses dont la valeur d'échange est strictement basée sur « un pouvoir d'obtenir des richesses », comme les billets de banque, obligations, hypothèques et « autres stipulations pour le transfert de la richesse » ne sont « pas réellement de la richesses puisque leur augmentation ou diminution n'affecte pas la somme de richesses ». « Telles sont les terres et autres [ressources] naturelles, dont la valeur résulte seulement de la reconnaissance en faveur de certaines personnes d'un droit exclusif de s'en servir, et qui représentent simplement un pouvoir de demander une part de la richesse produite à ceux qui s'en servent ». « Une hausse dans la valeur de la terre [n'est] pas une augmentation de la richesse générale, parce que ce que gagnent les propriétaires fonciers, les [locataires] ou acquéreurs le perdent ». Cette « richesse relative » pourrait être anéantie (les dettes abolies et les esclaves émancipés) par une ordonnance politique, avec la terre reprise comme propriété commune, etc., « sans que la richesse commune en soit diminuée [d'un iota] ».
« Toute richesse n'est pas capital, bien que tout capital soit richesse ». Le capital est une « richesse en cours d'échange » qui est « consacrée à se procurer plus de richesse », « aider la production » (par des moyens plus effectifs, l'usage des forces reproductrices de la nature, ou la division du travail). « L'idée [courante] de ce qu'est le capital a été déduite de l'idée préconçue sur la manière dont le capital aide la production ». Ce n'est pas « le capital [qui] fournit les matières premières que le travail transforme en richesse, comme on l'enseigne faussement, [mais] la nature » ; en réalité, l'étendue des matières premières disponibles est même « la seule limite de l'industrie ». « Un champ fertile, une veine de minerai, une chute d'eau peuvent donner à son possesseurs des avantages équivalents à la possession d'un capital, mais détruire la distinction entre la terre et le capital enlèverait toute signification aux deux choses en ce qui concerne leur rapport entre elles. »
« Rien de ce qui est donné gratuitement par la nature ne peut être appelé capital ».

### Critique de conceptions courantes

#### Réfutation de la théorie de Malthus
La réfutation de la théorie de Thomas Malthus - selon qui la population croît plus vite que les ressources disponibles pour lui permettre de satisfaire ses besoins - est fondamentale pour George à cause du principe auquel elle est associée, soit que les salaires découlent du capital, et des applications qui en sont faites, par exemple chez Ricardo lorsqu'il dit que « seule une baisse des salaires peut augmenter les profits ». (Tout en rejetant la thèse de Malthus, George admettait la loi de la rente de Ricardo, contrairement à Karl Marx et Friedrich Engels qui n'admettaient ni l'une ni l'autre)

#### Salaires issus du travail, et non du capital
L’opinion que le « travail dérive de l’emploi du capital » est une « faute commise par Adam Smith qui a égaré l'économie politique », dit George.  « Le travail est la force active et initiale », et « le capital est le résultat du travail et est employé par le travail pour aider la production » ; l’ordre naturel des facteurs de production est "terre, travail, capital".
« Le paiement des salaires implique un travail préalable » (sauf exception) ; Or le résultat immédiat et continu du travail est la création de valeur (richesse) ; « le paiement des gages n’est (donc) que la remise au travailleur d'une portion du capital produit par le travail ». La valeur d’un produit créé, même s’il est encore seulement terminé en partie, « prend pour l’employeur la place de la valeur distribuée en salaire ». « On n'a pas besoin de mettre de côté du capital pour payer des salaires quand le produit du travail pour lequel on paye les salaires est échangé aussitôt qu’exécuté ; cela est seulement nécessaire quand le produit est emmagasiné, placé dans le courant des échanges sans en être immédiatement retiré, c’est-à-dire vendu à crédit, ou qu’on spécule dessus ».  C’est le travailleur qui fait une avance de capital au patron, et non l’inverse. Le capital n’est pas une limitation de l’industrie comme telle mais des formes qu’elle peut prendre.

### Accord des lois de la distribution (rente, salaires, intérêt)
George a unifié les trois lois de la distribution (rente, salaires, intérêt) en harmonisant les termes utilisés pour les formuler. Le produit du travail (P) est réparti entre la rente (R : « part qui va aux propriétaires de la terre comme emploi des substances et des forces naturelles »), les salaires (S : « récompense de l'effort humain ») et l'intérêt (I : « part qui constitue le revenu pour l'emploi du capital »). Les trois termes s'excluent mutuellement. Le revenu d'un individu peut-être fait de l'une, de deux ou des trois sources (selon les rôles assumées de travailleur, capitaliste et propriétaire foncier). Les salaires et l'intérêt dépendent de ce qui est soustrait au produit après la rente.
P = R + S + I, donc P – R = S + I
Comme expliqué par Smith, Mill et Ricardo, etc. la rente, ou valeur foncière, n'est pas un revenu de capital (intérêt): « elle ne représente pas un avantage à la production mais le pouvoir de s'assurer une partie des résultats de la production » ; c'est le prix d'un droit exclusif, un monopole. La loi de la rente (ou "loi de Ricardo") dit: « la rente monte quand la limite de la culture baisse, et elle baisse quand cette limite monte »; la loi des salaires en est le corollaire dans la formulation de George : « les salaires dépendent de la limite de la culture, baissant quand elle baisse, montant quand elle monte » (les autres auteurs font dépendre les salaires du rapport entre le nombre de travailleur et le capital). Ces deux lois signifient que « là où la terre est libre, et le travail non aidé par le capital, le produit entier va au travail comme salaire ». La distinction entre capital et salaire n'est qu'une subdivision issue de la division du travail: 
« là où la terre est libre et le travail aidé par le capital, le salaire sera formé par le produit entier moins la part nécessaire pour engager l'accumulation du travail comme capital ». (« [L'intérêt] n’est pas à strictement parler un paiement fait pour l’emploi du capital » ; il naît de l’accroissement du capital, - qui est de la richesse produite utilisée comme une aide à la production, incluant par la possibilité de l'échange). La loi de l'intérêt stipule que « la relation entre les salaires et l'intérêt est déterminée par la puissance moyenne d'accroissement qui est attachée au capital par son emploi dans des modes reproductifs » ; « à mesure que la rente montera, l'intérêt, comme les salaires, devra baisser, ou sera déterminé par la limite de la culture ». (Il n'y a pas d'opposition entre travail et capital). En unifiant les lois de la distribution, George a mis en évidence que: 
« Quel que soit l'accroissement de la puissance productive, ni les salaires ni l'intérêt ne pourront augmenter si l'accroissement de la rente se produit en même temps ». 
(cela correspond à ce qu'on appelle ironiquement en microéconomie le « surplus du producteur », décrit par « l'aire sous les courbes de l'offre et du prix »,  qui « est en réalité un paiement fait aux propriétaires fonciers, [les] non-producteurs » ; ou encore le « principe des restes »: « à l'équilibre, la rente foncière est égale à l'excédent du revenu total sur les coûts non fonciers. À cause de la concurrence (entre fermiers, par exemple), le propriétaire foncier obtient les restes ». - les « économies dans les coûts de production » et les "accroissements de productivité" fournissent de tels gains aux propriétaires fonciers, - voir ci-dessous)

### Approches inefficaces contre les inégalités
A. La diminution des dépenses gouvernementale (dette, armée, etc.) est souhaitable, parce que « ce qui tend à simplifier le gouvernement tend à le placer sous le contrôle du peuple, » mais les baisses d'impôts que cela permettrait « équivaudrait seulement à accroitre la puissance productive », et donc à augmenter la rente au profit des propriétaires fonciers.
B. Les interventions gouvernementales sont mauvaises en elles-mêmes, car elles amoindrissent le désir individuel d'action, ce qui entraine nécessairement une diminution de richesse » « Prendre de force à ceux qui ont pour donner à ceux qui n'ont pas serait injuste et nuisible, et ne permettrait pas d'égaliser la distribution de manière durable ». Les dépenses publiques pour « créer artificiellement des emplois » sont « dangereuses, » parce qu'elles peuvent y arriver, à la limite, de manière illusoire avec le gaspillage inhérent aux activités militaires ; et le libre marché peut amener un soulagement temporaire au problème du chômage, mais la spéculation sur le sol n’en deviendrait que plus forte par la suite.
C. L'éducation « ne peut avoir d'influence sur les salaires qu'en augmentant l'efficacité du travail, à moins qu'elle ne rende capable de découvrir et d'éloigner les causes de l'inégale distribution de richesse ».
D. La "vie simple" peut permettre à un individu d’économiser, « mais si les travailleurs vivaient ainsi, les salaires baisseraient en proportion ; et si les (travailleurs) américains arrivaient à adopter les manières de vivre des chinois, il leur faudrait accepter leur salaire ».
E. Les organisations coopératives ne peuvent ni élever les salaires ni soulager la pauvreté de manière générale parce que les maux ne proviennent pas d'un conflit entre le travail et le capital. La coopération pour la consommation, poussée aussi loin que possible, ne fait que réduire les coûts des échanges en supprimant les intermédiaires ; et la coopération pour la production ne vise qu'à rendre le travailleur plus actif et plus industrieux en allouant des salaires fixes. Une association coopérative entre producteur et propriétaire reviendrait simplement au paiement de la rente en nature, et les conditions de la coopération seraient encore déterminées par les lois qui fixent la rente. La coopération peut amener des bénéfices au travailleur mais seulement dans des cas isolés, et son seul effet général que la compétition ne pourrait pas produire est un effet éducationnel.
F. Les syndicats. L'union des travailleurs peut élever les salaires, et cela ne se fait jamais aux dépens des autres travailleurs ou du capital, comme on le croit couramment ; si cela entraîne un changement dans les coûts de production et affecte la demande, le capital immobilisé s'ajuste rapidement, et l'ensemble de la communauté n'est jamais perdante. De même, l'accroissement du niveau des salaires dans un pays comparé à une autre peut changer la proportion des choses importées, mais n'a aucun effet sur le rapport entre les exportations et les importations (car c'est seulement avec le produit de son travail et son capital qu'un pays peut obtenir en échange le produit du travail et du capital d'un autre.) Cependant, l'action des syndicats sur le niveau général des salaires est très limitée parce que: 1) tous les travailleurs ne sont pas représentés, y compris ceux qui en auraient le plus besoin ; 2) les propriétaires fonciers s'unissent beaucoup plus facilement, 3) les autres industries tendent à exercer une forte pression contraire, et 4) les grèves sont destructives des choses mêmes que les travailleurs cherchent à gagner (comme l'homme qui veut défendre la liberté mais abandonne la sienne en devenant un simple rouage de la machine qu'est l'armée).
G. Partage plus général des terres. Un partage parfaitement égal des terres entre tous est impossible. Par ailleurs, la diminution de l'étendue des propriétés avec l'accroissement de la population n'est pas du tout incompatible avec la tendance à la concentration de la propriété de la terre, car le nombre de propriétaires diminue constamment par rapport à la population totale. En fait, « les petites propriétés forment un rempart de sauvegarde pour les grands propriétaires », et tendent à « empêcher l'adoption de mesures plus efficaces et plus radicales ».

### L’impôt unique comme «remède»
L’idée du « droit égal de tous à l’usage de la terre ne venait pas de [George], mais il donna un moyen [pour l'appliquer] tout en simplifiant le gouvernement : l'impôt unique ("single tax") » ; « concentrer toutes les taxes sur le loyer du sol ("ground-rent") ». « Sa doctrine peut se résumer comme suit :

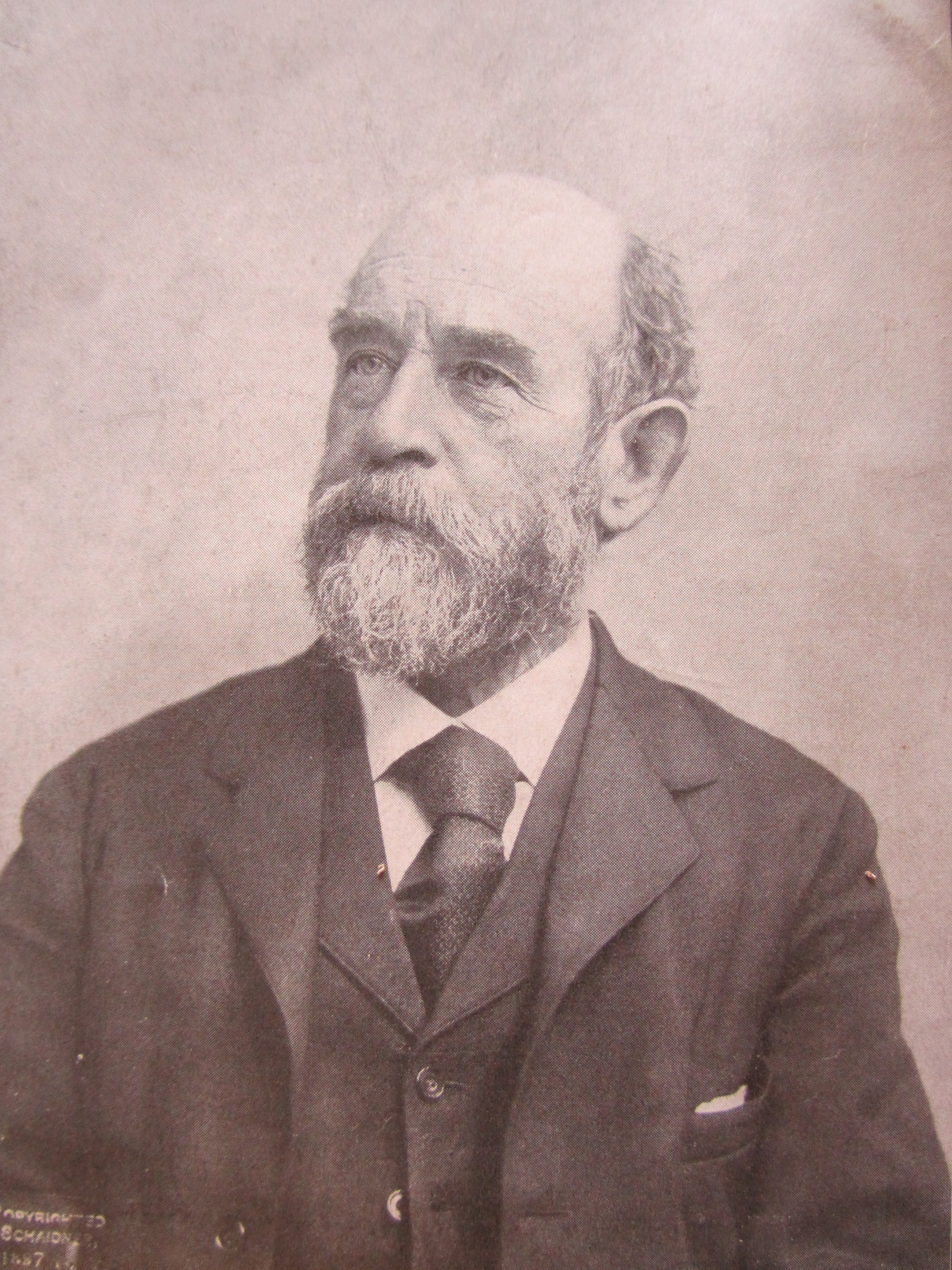
Henry George (page frontispice de Progrès et pauvreté, Belgique/France, 1925)

La terre de tout pays appartient de droit à toutes les personnes de ce pays. Ce droit ne peut pas être aliéné par une génération de manière à affecter le titre de la prochaine. La possession privée de la terre n’a pas plus de base logique ou morale que la possession privée de l’air ou de la lumière du soleil, mais l’occupation et l’usage privées de la terre sont justes et indispensables.
Toute tentative de diviser la terre en portions égales est impossible et indésirable. La terre devrait être, et est  maintenant pratiquement, divisée pour l’usage privée en parcelles parmi ceux qui paieront le prix le plus élevé pour l’usage de chaque parcelle.
Le prix s’appelle un loyer ("rent") et est actuellement payé à des personnes (propriétaires privés). En appliquant au profit de toute la communauté le loyer de la terre ("rent of land"), à l’exclusion de toutes améliorations, une justice absolue serait rendue à tous. Comme le loyer est toujours plus que suffisant pour couvrir toutes les dépenses nécessaires du gouvernement, celles-ci devraient être défrayées par un impôt [unique] sur le loyer, amené par l’abolition graduelle de tout autre impôt.
Les propriétaires terriens devraient garder la possession tranquille et la propriété nominale de la terre, avec une marge suffisante sur l’impôt pour les induire à collecter leurs loyers et payer l’impôt. Ils seraient ainsi transformé en simple agents des terres ("land agents").
Cela impliquerait un libre marché absolu puisque disparaitraient toutes les taxes sur les importations, produits manufacturiers, bâtiments et améliorations, successions et propriétés personnelles (incluant les biens de consommation et salaires). Il n’y aurait rien du tout de ce qui est fait par l’homme qui serait taxé. Le droit de propriété privée dans les choses faites par l’homme serait ainsi absolu, car le propriétaire de ces choses ne pourrait pas être destitué de son bien sans une compensation entière, même sous le prétexte de taxation ».
Dans ce système, toute richesse (moissons, constructions, capital, etc.) relève du droit de propriété privée, tandis que la valeur foncière appartient à la société, et non à l’individu. L'impôt unique n’est pas l’impôt immobilier, qui concerne les constructions, ni l’impôt foncier qui s'applique à la terre en général, mais une taxe sur la valeur de la terre, qui dépend des conditions naturelles et sociales.

### Effets de l'impôt unique
« Ce dont [la civilisation] souffre, et ce dont elle mourra si on ne lui applique pas un remède, c'est de la distribution inégale ». « L'établissement d'un impôt unique sur la terre... créera les conditions dans lesquelles la nature humaine pourra développer tout ce qu'il y a en elle de meilleur, au lieu de développer, comme actuellement, ses instincts les plus mauvais. Elle rendra possible un [grand] accroissement de richesse, garantira l'équité dans la répartition des richesses [et] fera disparaître à la fois la pauvreté imméritée et la dépravante soif de gain. Elle permettra aux hommes d'être au moins aussi honnêtes, aussi francs, raisonnables et dignes qu'ils le désirent, Elle préparera l'avènement de ce règne de vérité et de la justice, c'est-à-dire d'abondance, de paix et de bonheur que Jésus-Christ a ordonné à ses apôtres de revendiquer. »

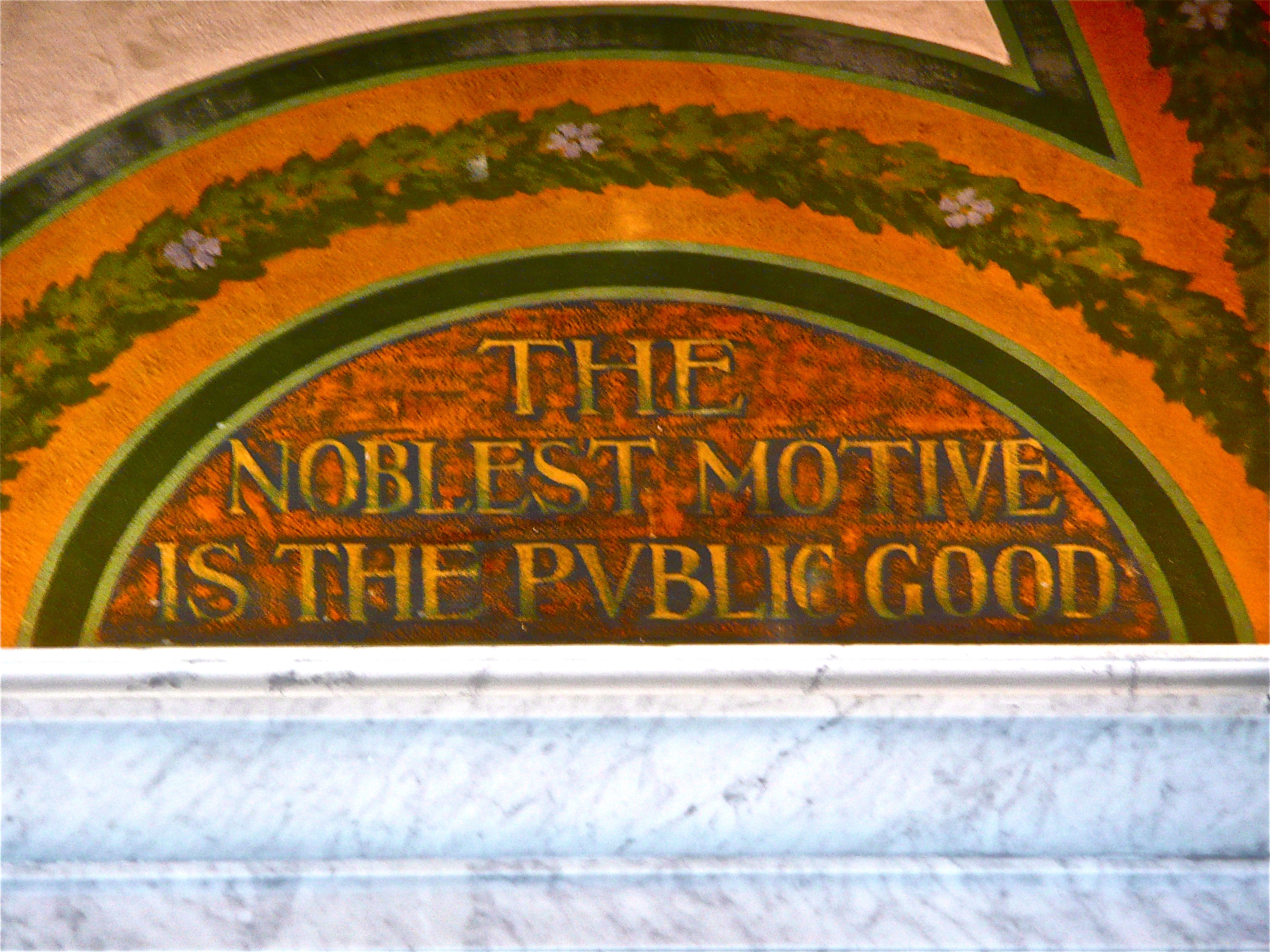
"Le bien public est le plus noble des motifs." Thomas Jefferson Building, Library of Congress

Terre et rente. « Personne ne [serait] privé de la possibilité d'utiliser la terre » ; « [elle serait] aux mains de ceux qui la travaillent et non de ceux qui ne travaillent pas ». La « monopolisation de la terre » et la « spéculation » sur le sol n'existeraient plus. « Personne ne se [soucierait] d'avoir de la terre si ce n'est pour [en user], et [celles qui sont] aujourd'hui retirées de l'usage se [trouveraient] partout rendues à la culture et l'amélioration ». « [Beaucoup de terres] seraient abandonnées par leurs propriétaires actuels ou vendues à des conditions nominales » (car « l'homme qui voudrait posséder la terre sans [l'exploiter] aurait à payer presque la valeur qu'elle représente pour celui qui [en] a besoin »). La terre aurait un prix de vente abaissé, fixé par la demande, et reviendrait « à celui qui paierait la rente la plus élevée à l'État ». La population se répartirait plus uniformément sur le territoire ; « le peuple des villes aurait alors plus d'air pur de la campagne [et] le peuple de la campagne plus des économies et de la vie sociale de la ville ». « La rente serait utilisée pour les dépenses publiques, et donc source d'égalité plutôt que d'inégalité » ; et « l'accroissement de la rente qui résulterait des nouveaux progrès serait pris par la communauté pour les usages publics (eau, routes, santé, écoles, sciences, parcs, etc.) pour produire une égalité de plus en plus grande.
Production de la richesse. « Il n'y [aurait] plus d'hommes oisifs qui possèdent la terre et forcent les autres à travailler pour eux en contrepartie du droit d'utiliser la terre » ; « Les gens ne se [vendraient] plus en esclavage... » Le travailleur [aurait] « la pleine récompense de son travail, » et [le] capitaliste « le revenu complet de son capital » ; ils gagneraient 1) « ce que la baisse des valeurs foncières de spéculation [dégagerait], » 2) l'effet positif sur les salaires et l'intérêt découlant de la « liberté d'exploiter des terres aujourd'hui monopolisées, » et 3) ce qui leur est enlevé actuellement par les impôts, qui découragent et gênent la production en opérant « comme des amendes sur l'énergie, le travail, l'adresse et l'économie ». Il y aurait un essor de la production de la richesse. « Même [les propriétaires fonciers] auraient un gain absolu, » car outre le fait qu'ils sont « souvent des ouvriers (ou des capitaliste), » « le travail et le capital gagneraient beaucoup plus que ne perdrait la propriété privée de la terre, » qu'il s'agisse d'une ferme, un palais ou une usine. Il serait plus facile pour les hommes de « devenir leurs propres patrons, grâce aux substances et aux forces naturelles mise à leur portée, » et les travailleurs ne lutteraient plus entre eux pour avoir un emploi. Les salaires monteraient et « tendraient au niveau le plus élevé que les employeurs peuvent payer ». « Les dettes seraient rapidement acquittées par un impôt qui n'amoindrirait pas les salaires [et] n'entraverait pas la production ». « Les grandes  fortunes ne seraient plus à craindre, parce que les richesses des individus [seraient réels], les produits du travail, [qui] tendent à se disperser ». Le progrès et l'invention se trouveraient très accélérés, car « l'aisance [et] l'indépendance des masse [mettrait] le cerveau à même d'aider la main ». Il deviendrait alors « impossible de voir des hommes de bonne volonté incapables d'échanger leur travail contre les choses dont le manque les fait souffrir [c'est-à-dire au chômage], » et les crises [économiques] qui paralysent périodiquement l'industrie cesseraient.
Gouvernement. Le gouvernement serait grandement simplifié, moins couteux et rendus plus honnête, parce que 1) « la terre [étant] une matière qu'on ne peut cacher et beaucoup plus facile d'estimer que tout autre, » « un réseau énorme et compliqué de mécanismes » pour « percevoir les impôts, enregistrer et contrôler les revenus, [et] empêcher et punir les fraudes, » serait supprimé, et 2) « la société serait débarrassée des difficultés [liées aux] impôts, qui engendrent la corruption et rendent la législation le jouet des intérêts spéciaux ». Cela permettrait aussi d'effacer une « perte pécuniaire supportée par la société à cause d'arrangements sociaux défectueux » : mendicité, vol, etc.
« Les dettes publiques et les armées permanentes ne dureraient (probablement) pas longtemps à l'abolition du système qui les a fait naître, et après le retour de la vieille idée que la terre d'un pays est la propriété commune du peuple de ce pays » ; « la société approcherait de l'idéal... de l'abolition du gouvernement en tant que puissance dirigeante et répressive »
Individu et Société. « La misère et la crainte de la misère disparaîtront » en « [donnant] au travail le champ libre et sa rétribution complète, [et en prenant] pour le bénéfice de toute la communauté ce fonds que crée la croissance de la communauté ». « Avec cette abolition du besoin et de la crainte du besoin, l'admiration pour la richesse diminuerait, et les hommes chercheraient le respect et l'approbation de leurs concitoyens par d'autres moyens que par l'acquisition et l'étalage de la richesse ». « Nous sommes fait pour la coopération » ; et « le travail qui améliore la condition de l'humanité n'est pas le travail d'esclave ».

## Autres conceptions économiques et politiques

### Brevets et droits d'auteur
Henry George désapprouvait les brevets et approuvait les droits d'auteur, - une distinction qu'il fit dans une des rares révisions du livre Progrès et Pauvreté, vers la fin de sa vie. « La propriété vient de la production et non de la découverte, » disait-il. 
« Il n'est pas juste de réclamer la propriété des lois de la nature, ni d'aucune de ses potentialités»
ce à quoi se ramène tous les brevets selon lui (ex. l'action du vent pour un moulin, etc.). Pour ce qui est du labeur, les principes naturels qui peuvent être découvert par tous ne peuvent pas être brevetés par personne ; cependant, on peut légitimement réclamer la propriété d'une production à partir de matériaux bruts, mais sans empêcher les autres de produire quelque chose de semblable. « Les  « inventeurs [pourraient être] récompensés et les investigations scientifiques subventionnées ». Pour ce qui est des droits d'auteur, George a défendu l'idée que « le travail de production déployé par quelqu'un dans la manière de dire quelque chose lui donne un droit de propriété pour cet arrangement de mot ».

### Protectionnisme et libre-échange
Le protectionnisme (taxes sur les produits importés pour en augmenter le prix sur le marché), a été « jadis introduit pour protéger le capital ». Il permet à certains employeurs d'augmenter leurs profits sans stipuler de quelle manière ils les dépenseront, et ne peut profiter aux capitalistes que s'ils détiennent une forme de monopole ; c'est une « prétention effrontée de dire qu'il sert à protéger le travail », dit George. L'augmentation du prix des biens diminue le salaire réel, parce que c'est pour se procurer des biens et des services que les travailleurs travaillent, — l'argent des salaires n'étant « que le flux et le compte des échanges ». 
« La majorité ne peut pas s'enrichir en se taxant pour remettre les recettes entre les mains d'une minorité ».
« Les privilèges spéciaux et les systèmes légalisés de vol ont besoin de protection [mais],
« ce dont le travail a besoin c'est la liberté et non la protection, la justice et non la charité, les droits égaux pour tous et non les privilèges ».

### Nature équitable et origine temporelle de l'intérêt
Frédéric Bastiat dans une métaphore célèbre, soutient que Jacques en prêtant un rabot à Guillaume lui donne « la faculté qui existe dans l'instrument d'accroitre la productivité du travail ». S'il en était ainsi, la nature de l'intérêt serait un « vol fait à l'industrie (qui) ne pourrait (pas) exister longtemps, » dit Henry George. En excluant le cas exceptionnel d'un droit patenté, « la chose prêtée (c'est en fait) l'usage de X jours de travail», soit le temps qu'il a fallu pour le fabriquer. L'argent, les machines et autres matières inertes n'ont « aucune puissance innée d'accroissement, » mais c'est la nature du capital de s'accroître et de produire de l'intérêt en aidant la production, parce qu'il permet que le travail supplémentaire soit aidé par le travail antérieur. Ce n'est jamais l'argent qui "travaille" ; mais qu'il y ait un travailleur et un capitaliste ou que les deux rôles soient remplis par la même personne, le travail et le capital produisent toujours ensemble, et le salaire et l'intérêt sont conjoints.
Par ailleurs, « le capital est échangeable », et « dans le cercle des échanges, la puissance d'accroissement que la nature donne à quelques espèces de capitaux (se répartit) ». À cause de ces échanges, « la cause de l'intérêt » c'est en dernière analyse « la force active de la nature, le principe de croissance, et de reproduction associé à la vie » - par exemple la croissance des semences et du bétail, la fermentation du vin, etc. J'ai un arbre (capital), je le soigne pendant un certain temps (travail) et mes fruits récoltées forment mon salaire, qui est égal dans ce cas-là à mon intérêt sur mon capital. George démontrait ainsi que l'intérêt provient de processus (naturel et social) liés au temps - Notons la similitude, en excluant le temps: « la valeur du sol dépend des conditions naturelles et sociales ».

### Obligations gouvernementales et dette publique
Les obligations gouvernementales ne sont pas du vrai capital, mais « une déclaration solennelle (du) gouvernement » qu'il prélèvera assez d'impôts chez le peuple pour 1) remettre tant de richesse aux possesseurs de l'obligation et, 2) donner le surplus que le capital aurait produit s'il était actuellement en sa possession. Premièrement, quand le capital est consommé de manière improductive la richesse est détruite, et c'est notamment le cas lorsqu'il est « craché par la bouche des canons, usé en navires de guerre et dépensé pour l'entretien de soldats qui marchent, s'entraînent, tuent et détruisent ». Deuxièmement, même dans les cas où l'émission des obligations est liée à des fins productives (comme construire un phare), des certificats sont émis pour un montant supérieur à la valeur en dollars de capital réellement investi, et c'est sur cette somme, qui est fictive, qu'on paye avec plus ou moins de régularité un intérêt ou un dividende. (La situation est similaire avec les compagnies payant des dividendes.) De même, lorsque des sommes immenses sont prises sur le produit du travail pour payer l’"intérêt" des dettes publiques, il ne s'agit pas d’intérêt au sens strict du mot- accroissement de capital -  mais simplement de taxes levées sur le produit du travail et le capital.
L'intérêt est souvent confondu avec les profits qui sont des salaires, ainsi qu'avec les profits qu'entraînent les risques à courir (ex. jeux de bourse, où ce que l'un gagne l'autre doit le perdre). Par ailleurs, les profits qui sont le plus souvent perçus dans l'esprit populaire comme étant « un vol fait à l'industrie » proviennent en réalité « non de la puissance des capitaux mais de la puissance des capitaux concentrés agissant sur une mauvaise organisation légale et sociale ». Les capitaux réunis ont souvent peu d'égards pour les droits industriels et personnels, et ils « corrompent, volent et détruisent », par exemple quand une compagnie s'impose par la menace et que la population d'une petite ville doit en payer le prix, ou que « les voleurs s'unissent pour élever les tarifs et égaliser leurs gains ».

### Charité des «pseudo-philanthropes»
Les « pseudo-philanthropes » annulent la loi naturelle selon laquelle un homme doit travailler pour se nourrir ; la charité démoralise et fait perdre le sentiment naturel d’indépendance ; « C'est la justice qui peut redresser un tort, et non la charité, qui est futile et empoisonnée quand elle est offerte en substitut ».

### Argent et corruption dans les élections
« L'inégalité croissante dans la distribution de la richesse engendre une tendance à la corruption politique ». D'une part, un parti politique a besoin de beaucoup d'argent dans des élections, et en se tournant pour en obtenir vers ceux qui ont des intérêts pécuniaires dans la politique, « il devient leur serviteur dans la même mesure » ; le gouvernement démocratique est mis en échec, et « nous sommes conduits vers l'oligarchie ». D'autre part, les partis politiques sont nécessaires dans une démocratie populaire, mais leur pouvoir tend à se concentrer dans les machines électorales, « aux mains de ceux qui font de leur administration une business ». Et « quant à un pouvoir étendu de patronage s'ajoute un pouvoir d'acheter beaucoup de votes, il devient presqu'impossible d'évincer un groupe de voleurs qui prend possession de la machinerie du gouvernement ». Il y a une discrimination entre les riches et les pauvres et, en plus, en faveur des sans scrupules contre les scrupuleux.
« Rien n'empêchera la corruption dans les élections aussi longtemps qu'elles se gagneront avec l'argent, et ne peuvent pas être gagnées sans lui, » dit George ; aucune dépense (hormis des frais d'inscription) ne devrait être nécessaire pour les candidats et leurs supporteurs, et les nouvelles organisations devraient pouvoir être formées facilement, - pour la liberté de choix des citoyens et l'indépendance des électeurs par rapport aux simples organisations. Il proposa donc d'abaisser le montant d'argent nécessaire pour des élections, et de diminuer par le fait même le pouvoir des machines électorales, notamment avec les éléments de réforme suivant :
 
1° vote secret (« mode de votation australien », - pour faire disparaitre la vente et l'achat de votes)

2° frais de scrutins à la charge du gouvernement (impression des bulletins, employés de bureaux, location de locaux pour les meetings, etc.)

3° prohibition de certaines dépenses partisanes (bannières, uniformes- « chaque parti les utilisant seulement parce que les autres le font »)

4° bannissement des fonctions pour les candidats coupables d'avoir reçu des pots-de-vin.

George disait que la réforme de « la machinerie politique » ne suffirait pas en elle-même pour rendre le gouvernement plus pur» que « les lois seraient peu utiles tant que l'opinion publique n'est pas mûre pour leur application, » et qu'il fallait « des sentiments plus élevés,» - car « si le peuple est corrompu, d'où le [changement] peut-il venir? » - mais que
« plutôt que de condamner la démocratie, essayons-la honnêtement ».

### Marxisme et socialisme
Les conceptions de Marx et George sont diamétralement opposées ; le premier considérait l’impôt unique comme « le dernier recours du capitalisme, » et un pas en arrière par rapport à la transition vers le communisme, et le second que le résultat probable de l’idée de Marx serait une dictature. George dit: « L'esprit bureaucratique et incompréhensible allemand » a mis sous la forme de ce qui passe pour un système chez Karl Marx un type de protectionnisme, originaire d'Angleterre, qui cherche à unir les travailleurs en considérant qu'ils forment une classe séparée des employeurs, et que « par une espèce d'alchimie d'achat et de vente le capitaliste obtient plus que ce qu'il donne ».
Selon George, le socialisme moderne « ne tient aucun compte des lois naturelles » ; il est « plus dépourvu de tout principe directeur que n'importe quelle autre philosophie » ; il n'a « pas de système de droits individuels » par lequel il peut définir la liberté de l'individu, et ce que l'état peut faire pour la restreindre ; aussi longtemps que l'individu n'a pas de principe de conduite il est impossible pour la société d'en avoir. 

### Pseudosciences économiques ou économie politique
George a critiqué la nouvelle méthode d'origine allemande qui s'est généralisée au cours de sa vie dans tous les pays anglo-saxons, avec les « sciences économiques » qui ont déclaré "morte" l'ancienne « économie politique »: l'approche « historique et inductive » affirme qu'il n'y « pas de lois permanentes valides, » ne donne « pas de réponse catégorique » aux questions (ex. le protectionnisme est-il bénéfique?), et dit que les problèmes ne peuvent « se décider que d'après les lieux et les moments particuliers, par une enquête historique sur tous ce qui a été écrit sur le sujet » ; c'est, dit George, une « pseudoscience » avec un jargon que les professeurs utilisent « pour se flatter mutuellement les uns les autres », destinée à « rendre les pauvres incapables de réfléchir sur les sujets économiques, » et « servir les intérêts dominants qui craignent une économie politique compréhensible par tous ».

## Héritiers et destin de l'œuvre

### Conscience socioéconomique populaire
Henry George a « éveillé la conscience [anglo-saxonne] comme aucun autre en son temps, » dit George Bernard Shaw en répétant l'avis d'un historien. En fait, son analyse, selon laquelle les riches s'enrichissaient et la pauvreté se répandait, était acceptée par beaucoup plus de gens que ses propositions d'impôt unique et de libre-échange ; et le premier effet de son œuvre a été « d'ouvrir les yeux de plusieurs à l'idée que l'organisation économique et sociale n'était pas approuvée à jamais par des lois divines et scientifiques qui dépassent les capacités humaines de les changer ».

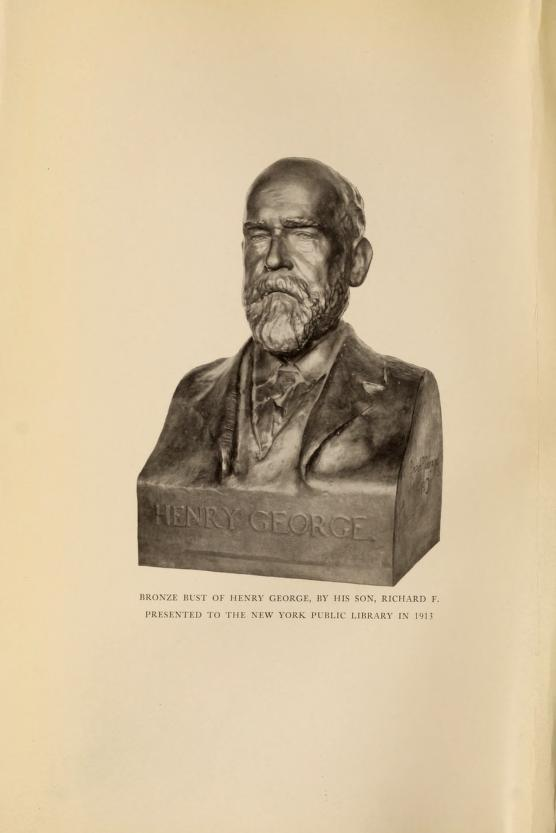
Buste de Henry George par son fils Richard F. (vers 1897)

Parmi les protestants, les propositions de George étaient perçues par les conservateurs comme une menace à l'orthodoxie sociale et religieuse, mais les libéraux les jugeaient compatibles avec des réformes (modestes), et d'autres y trouvaient certaines réponses alors que leur théologie était critiquée pour son inaction. George a ainsi donné naissance à un nouvel « évangile social, » illustré par deux romans des années 1890 qui racontent que, grâce à son influence, un jeune chrétien retrouve sa foi qui avait été minée par les problèmes sociaux non résolus et le rationalisme scientifique.
Le succès immédiat et phénoménal de George avec Progrès et Pauvreté « ne s'explique pas, - d'après un historien de l'Université Harvard - par un intérêt soudain des masses pour les théories de salaires ou de la rente (de Ricardo), » mais par l'attrait profond d'une philosophie qui résolvait plusieurs des grands conflits dans la pensée américaine:  révélation évangélique vs loi naturelle des Lumières, démocratie de Jefferson vs gouvernement du type de Hamilton, idéal de la liberté individuelle vs éthique républicaine de la responsabilité sociale ; et ce, « en définissant un domaine de la propriété sociale qui pouvait fournir et protéger la sécurité sociale sans violer les standards de la théorie libérale de la propriété ».
Le système « synthétique » de George a subi une baisse de popularité par la suite, et « son analyse du capitalisme était rarement discutée au XXe siècle ». Mais malgré les critiques dont il a été l'objet de la part des spécialistes, il a toujours conservé des admirateurs, y compris parmi une minorité d'économistes. Au cours du siècle dernier, avec le déclin de l'économie keynésienne (« l'anti-laisser-faire ») et l'avènement du libéralisme économique, la pensée de George a ensuite connu un certain regain d'intérêt (démontré par la réédition de Progrès et Pauvreté). Avec ses postulats de base que « les programmes sociaux ne sont pas plus assurés ou efficaces que le système fiscal qui les finance », et que « le droit [au sol] ne peut pas être aliéné par une génération de manière à affecter le titre de la prochaine, », l'œuvre de George semblait encore pertinente en termes d'économie ou de politique, ou avait du moins une importance historique réelle, et ce alors qu'elle était mise en rapport avec l'équité intergénérationnelle, et donc le développement durable.

### Associations et institutions
L'œuvre de George a donné lieu à la création de nombreuses associations, d'abord dans les pays anglo-saxons, pour promouvoir, diffuser et étudier ses idées, dont le groupe Prosper (dénommé jadis Tax Reform Australia, - éditeur du journal Progress depuis 1904) et ses organisations affiliées en Australie , et la Henry George Fundation en Grande-Bretagne (1929, - éditeur du magazine Land & Liberty). Aux États-Unis les plus anciennes associations du type sont la Henry George Fundation of America (1924) - et son organisation parente, le Center for Study of Economics de Philadelphie, qui se consacrent spécifique à l'étude de la taxe sur la valeur du sol, - et la Robert Schalkenbach Fundation, fondée en 1925 (selon le testament du fondateur) pour éditer et diffuser les livres de George, ainsi que des écrits et recherches s'en inspirant.

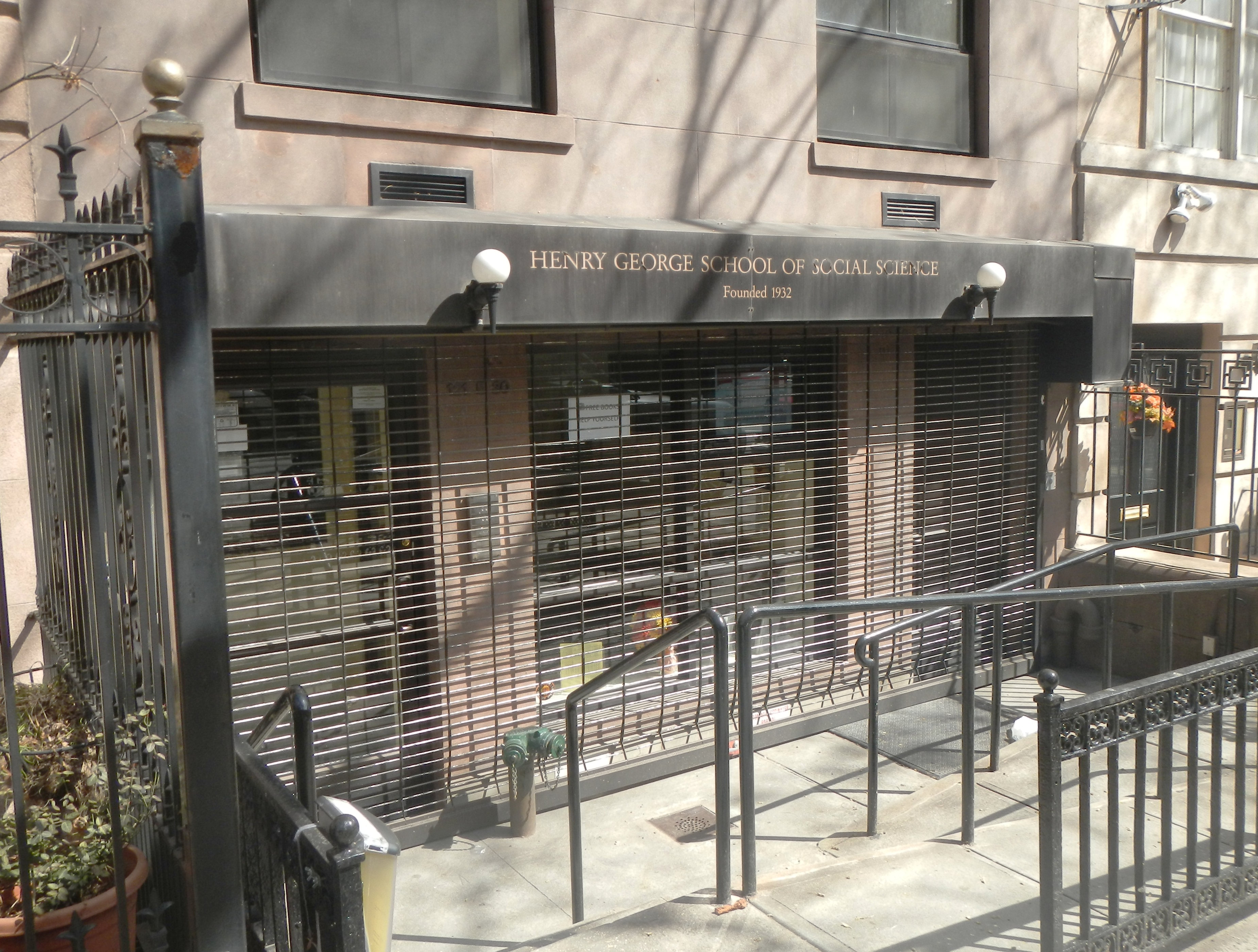
École des Sciences Sociales Henry George à New York

Certaines de ces associations ont essaimé dans d'autres pays, comme le Lincoln Institute of Land Policy, destiné depuis 1946 au financement d'étude et de recherches sur les politiques et taxes sur le sol, qui a développé des programmes en Amérique du Sud et dans les Caraïbes, et le Henry George Institute (1971) qui publie le Georgist Journal et donne des cours d'économie basée sur la pensée de George en anglais et en espagnol. Et d'autres organisations internationales se réclament des idées de Henry George, dont la International Georgist Union (aussi appelée International Union for Land Value Taxation and Free Trade) basé en Grande-Bretagne  et le Earth Rights Institute, qui est notamment présent en Afrique, en Amérique du Sud et en Afrique. - et de très nombreuses écoles ont été nommées en l'honneur d'Henry George (à Chicago, Los Angeles, etc.).
Le lieu de naissance de George à Philadelphie est devenu en 2005 un petit musée et un centre consacré à son œuvre et l'histoire de sa pensée : le Henry George Center and Birthplace; et la Henry George School of Social Science, fondée en 1932 (New York) pour la promotion de la pensée de George et la justice socio-économique, a inauguré en 2013 un centre affilié de recherches historiques et d'archives.

### Scrutins, libre-échange, brevets et "taxes vertes"
La théorie de George est essentiellement restée un sujet d'études et de débats, - aucun gouvernement national n'a jamais remplacé toutes les taxes existantes par un impôt unique sur le sol. En revanche, plusieurs de ses idées secondaires, - sur les scrutins, le libre-échange et les brevets, - ont été appliquées concrètement.
1° George est responsable, au moins en partie, de l'introduction du vote à bulletin secret aux États-Unis (Massachusetts en 1888 ; et plus de la moitié des États américains dès 1891). Selon un historien américain de l'Université Harvard, il adopta l'idée de ce qui s'appelait alors le "vote australien" lors d'un voyage en Australie. (Mais George affirmait que le caractère non secret des scrutins était associé à l'achat et la vente de votes dans les élections de diverses autorités gouvernementales aux États-Unis ; ce qu'il n'avait apparemment pas pu voir en Australie.) Aujourd'hui, le vote secret est pratiquement universel, et il est courant dans les pays démocratiques que les gouvernements assument les frais de scrutins.
2° Les arguments de George pour le libre-échange, et contre le protectionnisme, ont pu se perpétuer à travers les débats qui ont accompagné la formation de zones de plus en plus étendues d'accords internationaux pour abolir les tarifs douaniers (Communauté européenne, ALENA, Partenariat transpacifique, etc.).
3° Le principe du rejet des brevets par George est aujourd'hui repris, sur une base volontaire, dans la création de produits comme les logiciels open source.
Le système de George se voulant absolu et intégral (impôt unique et abolition de toute autre taxe), il peut sembler contradictoire de le relier à l'introduction de divers impôts ; mais l'origine des « taxes vertes, » (imposer l'extraction des ressources non renouvelables et la pollution des sites) remonterait ultimement à l'idée de George d'une taxe sur le sol dans la mesure où elles s'accompagnent d'une diminution des taxes sur le travail. - La pensée de George s'est prêtée à des réflexions dans le domaine environnemental parce que la notion de rente pouvait s'appliquer non seulement au sol mais également aux « autres ressources naturelles »
(mines, eaux, pêches, forêts), ainsi qu'à la pollution, celle-ci étant alors considérée comme une rente négative. Par exemple, une taxe sur les émissions de gaz à effet de serre a été discutée comme le prix d'un loyer pour l'usage d'un bien collectif, l'air. (RÉF à venir).

### Le Théorème d'Henry George en économie urbaine
Dans les années 1930 à 50, Gilbert Tucker a écrit quatre livres sur la philosophie de George, dont The Self-supporting city ("La ville auto-suffisante", 1946), dans lequel il explorait, de manière non mathématique, la proposition selon laquelle la « totalité des loyers taxables générés dans une ville est proportionnelle aux besoins de la communauté pour ses services ». Cette idée a été développée de manière formelle par Serck-Hanssen (1969), Flatters et al., (1974) et les Nobels d'économie William Vickrey (1977, La ville en tant que firme) et Joseph Stiglitz (1977, Théorie des biens publics locaux), dans ce qu'on a appelé le théorème d'Henry George :
« quel que soit le niveau des dépenses publiques dans une ville, la rente foncière (...) est égale aux dépenses publiques si la taille de la population [maximise] le niveau d’utilité [pour les] résidents » ;
« la valeur du sol dans une ville est fonction des investissements dans les infrastructures » ; et « le coût des biens fourni par une administration publique urbaine égale, pour une "population idéale", la rente foncière totale ».
En termes mathématiques simplifiés : 
la fonction d'utilité de l'agent représentif est U(G,X), où G est un bien commun, et X un bien privé ;
le résultat Y est une fonction de N travailleurs : Y= f(N)= XN + G, donc X= (f(N) – G) / N.
Le salaire est le "produit marginal du travail" : δf / δN= X= f'(N), donc X= (f(N) – G) / N= f'(N)
G= f(N) – Nf'(N)
Avec la terre et le travail facteurs comme ultimes et originaux de production,
la rente est la différence entre le produit Y et le total des salaires,
R= f(N) – Nf'(N),
donc R=G
Un analogue de ce théorème a été développé en macroéconomie en 2013, avec une « accumulation optimale de capital » à la place du facteur « population », amenant les auteurs à conclure que, comme les résultats sont « robustes » et les loyers sur le sol sont plus petits que les dépenses publiques dans les pays de l'OCDE, c'est « une méthode vraisemblable de financement public ».
Le « théorème est accepté en finances publiques [et urbanisme] mais il n'est pas appliqué, » comme l'ont expliqué les économistes de la ville de Montréal (Canada): « l'analyse de l'imposition du sol élaborée [au] XIXe siècle est encore [estimée], » mais « marginale dans la littérature des 40 dernières années, » et supportée par « une minorité de spécialistes, » parce que 1) « l'évaluation et l'imposition du sol se sont avérées difficiles, » et 2) il y a « depuis les années 1970 » des « perceptions moins négatives de la taxe sur les améliorations, » avec A) la taxe sur le capital » (« la taxe foncière est une taxe sur le capital ») et B) la « taxe sur les avantages » (« la taxe foncière est un impôt à l'utilisateur »). - En fait, l'évaluation des biens fonciers (sol et constructions) est courante, mais les administrateurs trouvent l'application de la taxe sur le sol « politiquement difficile » et plus commode de parler de « coûts pour des services rendus » que de captation de la « plus-value non gagnée », avec ce que cela implique en termes économiques et politiques. « L'école classique d'économie a été déclarée obsolète », disait George - dont la notion du sol rappelle celle de l'ONU : « le sol ne peut pas être considéré comme un bien ordinaire, à cause de sa nature unique et son rôle vital ». Le théorème peut se décliner sous les aspects partiels de 1) fiscalité, 2) inégalité et 3) développement :
1) rente pour combler le revenu fiscal. À la suite des travaux de Smith, Mill, Ricardo et George, la rente a été admise comme une source pertinente de revenu fiscal, et ce d'autant plus que le développement des infrastructures (transport, réseau d'aqueduc, terrains de sports, etc.) fait monter la valeur des propriétés, comme en ont témoigné 40 économistes (dont James Tobin, Franco Modigliani et Robert Solow) dans une lettre à Mikhaïl Gorbatchev en 1990: « la composante de la valeur du sol que suscitent la croissance de la communauté et la fourniture de services est la source de revenu la plus raisonnable » ; et « un système public devrait viser à recueillir la plus grande part possible de la rente foncière » (ces spécialistes formant la « minorité » citée ci-dessus). Selon William Vickrey, « le coût des infrastructures publiques peut être faible ou nul [pour] la collectivité en exploitant la hausse de la valeur du terrain générée par les infrastructures » ;
2) rente pour compenser les inégalités créées. Le développement des infrastructures publiques fait augmenter la valeur des propriétés foncières, ce qui contribue à accroître les inégalités économiques. Les explications de George sur ce sujet ont déjà été prises en considération par des gouvernements. Ainsi, une loi anglaise de 1932, le Town and Country Planning Act, reconnaissait le principe de prélever un pourcentage des avantages conférés aux propriétaires fonciers par les décisions de planification publique pour compenser ceux qui en subissaient des désavantages ; cette loi a servi de modèle en Australie après la Deuxième Guerre mondiale : dans les deux cas, l'admissibilité aux compensations est devenue par la suite très restrictive ;
3) rente pour favoriser le développement. La taxe sur le sol favorise les améliorations, en diminuant les « pénalités » qui leur sont associées. Quelques villes ont appliqué ce système en Pennsylvanie, Australie et Afrique du Sud. La ville de Pittsburgh a connu une augmentation remarquable de construction de bâtiments après avoir mis cinq fois plus d'impôt sur le sol que sur les structures. Selon Paul Krugman, « les modèles actuels en économie urbaine suggèrent qu'une taxation "georgiste" serait vraiment une bonne approche au moins pour financer la croissance d'une ville ». Le maire de la ville de New York élu en 2013, Bill de Blasio, a exprimé la volonté de remédier au délabrement dans le Bronx et d'autres quartiers en taxant les lots vacants d'après leur valeur.

### Fin duXIXe- milieu duXXesiècle
L'Anglais John Ruskin disait que le système de loyers en vigueur était une « méchanceté des plus ignobles, » et que le futur de l'Angleterre et de l'Occident doit résulter en son abolition. - Winston Churchill dira plus tard, dédaigneusement, qu'un « propriétaire foncier ne contribue en rien au processus dont il tire son propre enrichissement ». - Ruskin avait exprimé des idées à caractère moral et philosophique tout à fait similaires à celles de George dans son livre Unto this last (vers 1860), que Mohandas K. Gandhi a paraphrasé en 1910, - ces trois auteurs considéraient que la loi morale et l'égalité des droits de tous devaient être au cœur de l'économie ; « La compétition [pour obtenir un poste] permettra seulement à l’acheteur d’obtenir un service injustement bon marché, et le riche deviendra plus riche et le pauvre plus pauvre, » etc.
Stewart Headlam, fondateur de la Guilde de St-Matthieu (1877) et par le fait même pionnier du « socialisme chrétien » en Angleterre, se basait sur la condamnation des monopoles sur le sol et l'impôt unique de H. George. En fait, de manière tout à fait contraire à l'intention de George, une partie de ses lecteurs se sont tournés vers le socialisme et le marxisme, comme George Bernard Shaw » ou au Canada. À la fin du XIXe siècle, Léon Tolstoï déplorait qu’on avait fait le silence autour de Henry George, car il considérait son projet comme raisonnable et réaliste, au contraire des idées des révolutionnaires et du socialisme; une immense contribution dans le progrès de la conscience de l’humanité, placé sur un terrain concret, avec plusieurs avantages  et capable d’éliminer une des causes de ce que lui-même appelait L’esclavage contemporain.

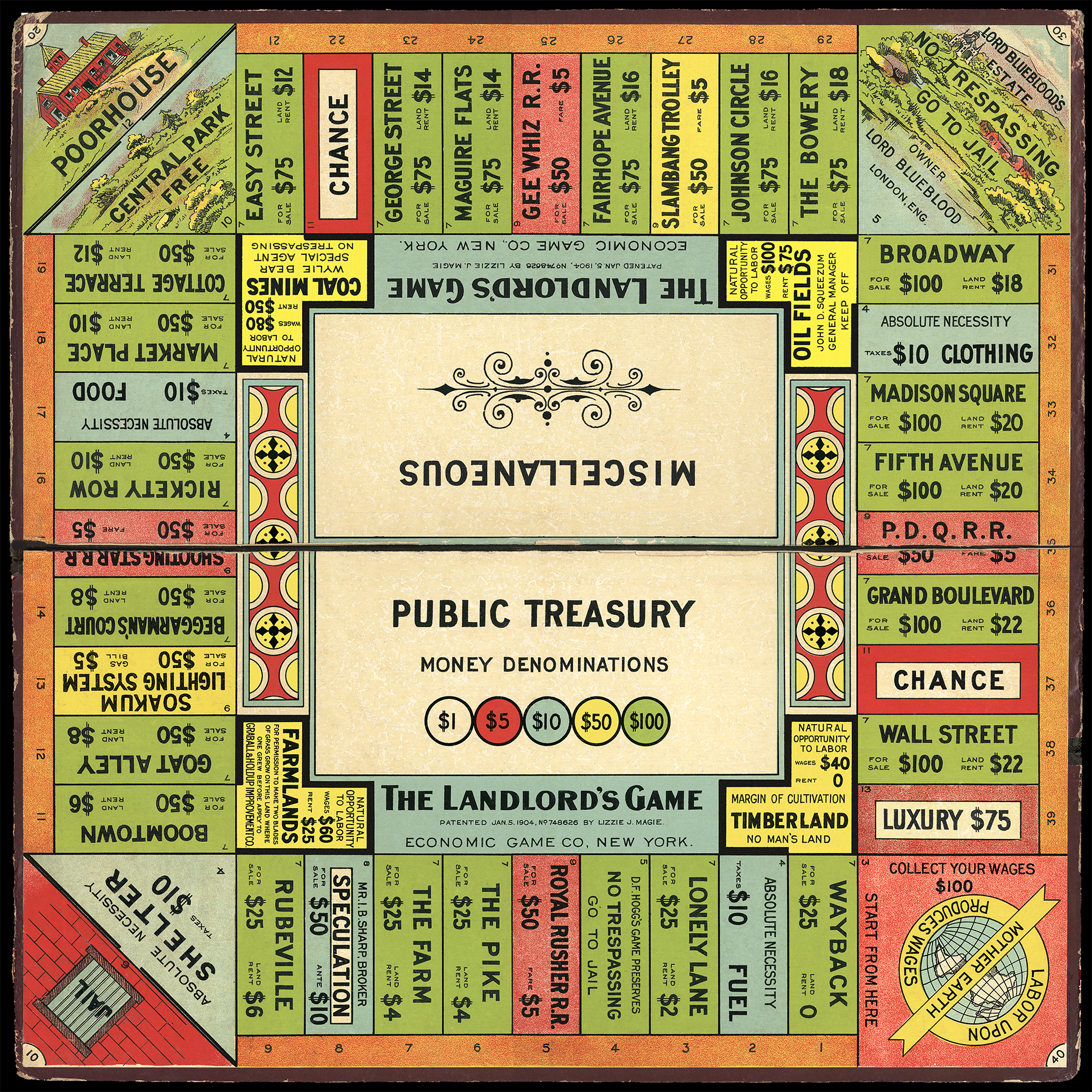
Planche du Landlord's Game® ~1906 ("jeu du propriétaire"), de Magie. (Image courtoisie de T. Forsyth, - Voir)

En 1902, Elizabeth Magie a inventé le jeu The Landlord's Game® qui a servi plus tard de modèle pour celui de Monopoly (1935), en guise de « démonstration pratique du système actuel d'accaparement des terres avec tous ses résultats et conséquences ». Au début du vingtième siècle, l'homme politique et médecin chinois Sun Yat-Sen et l'américain John Dewey admiraient énormément les idées de George. Le premier maire de Vancouver, Louis Denison Taylor, surnommé "Single-Tax", a exclu de taxes foncières les bâtiments en 1910, mais les Conseils suivant ont abandonné la mesure, et s'il a subi l'influence réelle de George concernant la « justice sociale » dans ses huit mandats sur 25 ans, « ce ne fut jamais vraiment un exemple d'impôt unique ». Friedrich Hayek dit que c'est l'enthousiasme populaire pour Henry George qui l'a amené en économie. (Après 1932) Aldous Huxley a déclaré que s'il « devait réécrire Le Meilleur des mondes, il présenterait une troisième alternative : la possibilité du bon sens ; l'économie serait décentralisée et inspirée d'Henry George »
« Au cours du vingtième siècle, dit l'historien Mark Blaug, les économistes ont de plus en plus suivi l'idée de John Bates Clark et Frank Fetter que, la terre n'étant pas un facteur distinct de production, une théorie sur le loyer du sol est inutile ; cette notion est à la base de toutes les critiques du système de George par les économistes contemporains, et la raison fondamentale pourquoi [ils] l'ignorent de plus en plus ». - En fait, c'est la conception même de George sur la rente qui a amené Bates Clark à discuter des "salaires comme productivité marginale du travail".
Certains auteurs ont relié ces développements à une espèce de « conspiration, » Mason Gaffney, professeur d'économie à l'Université de Californie à Riverside, s'est intéressé à la théorie de George dès le début de sa carrière dans les années 1950, et « l'a enseignée depuis à des générations d'économistes et d'urbanistes » ; il a soutenu que l'école néoclassique a été « élaborée et promue par les propriétaires fonciers et leurs économistes, » et qu'elle a regroupé deux des trois facteurs de production, - terre et capital, « afin de détourner l'attention de la philosophie extrêmement populaire de George » selon laquelle la valeur du sol, plutôt que le travail et le capital, devrait fournir la base fiscale pour financer le gouvernement et ses dépenses. - Une opinion partagée par une association « georgiste »  (Arden Georgist Gild)  selon qui les dons à des universités par J.P. Morgan, Ezra Cornell, Leland Stanford et John D. Rockefeller se traduisaient par le congédiement des professeurs d'économie qui étaient associés avec les idées de George. - ce qui est évidemment très plausible à l'époque du Maccarthysme parce que George avait déjà été associé au socialisme.

### Milieu duXXesiècleà aujourd'hui
Dans les années 1930 à 50, Frank Lloyd Wright défendait les idées « jamais réfutées » de George « contre les économistes académiques » ; bien qu'il rejetât l'idée d'impôt unique, il avait retenu de lui que le capital et le travail ne sont pas en conflit, ce qui lui a permis d'envisager que sa planification de communautés urbaines pouvait amener « l'harmonie sociale, » - d'après George il suffisait de bonnes lois économiques pour obtenir « un schéma plus rationnel d'utilisation des terres et le développement communautaire ».
Martin Luther King Jr., - Nobel de la paix en 1964 – disait que le « développement économique n'élimine pas la pauvreté », et qu'après avoir maitrisé la production « il faut porter attention à la distribution de la richesse, » afin que les « non-producteurs » (pauvres, noirs, personnes âgées ou handicapées) puissent « imaginer de nouvelles formes de travail qui améliorent le bien-être social, » en vertu du phénomène « anticipé par Henry George » : « le travail qui améliore la condition de l'humanité, étend les connaissances, accroit la puissance, enrichit la littérature et élève la pensée, n'est pas réalisé pour s'assurer un revenu. Dans un état de société où le besoin est aboli, le travail de ce genre serait énormément accru ».
Milton Friedman, « prix Nobel » d’économie en 1977, disait que la taxe sur le sol (land tax) était la moins mauvaise des taxes, car à la différence des autres impôts elle n’affecte pas le prix des biens de consommation. Joseph E. Stiglitz - Nobel d'économie 2001 - dit que « le principe de Henry George de taxer la valeur du sol, et plus généralement les ressources naturelles, est l'une des idées les plus importantes et sous-estimées en économie » ; il soutenait que cela constituait la clé d'une économie plus équitable, plutôt que les taxes sur les revenus et les capitaux.
Selon Angus Deaton, Nobel d'économie en 2015, une part importante de l’industrie des soins de santé aux États-Unis consiste en « recherche de rente » et ne profite qu'à « un petit groupe, uni » ; et « ce qui est le plus préoccupant à propos des écarts de revenus, c’est qu'ils peuvent se transformer en inégalités politiques ». George avait exprimé cette préoccupation, avec un sentiment d'urgence à cause de son caractère non seulement "possible" mais inéluctable: « l'égalité politique coexistant avec une tendance plus puissante à la distribution inégale de la richesse doit finir par engendrer le despotisme, soit d'une tyrannie organisée, soit de l'anarchie, » dit-il.
En 1998 Riccardo Petrella a proposé un « contrat mondial » suivant lequel l’eau serait déclarée « bien commun, » afin d'en empêcher la marchandisation, parce que « les coûts de l’eau » (utilisation, conservation/protection) sont « multiples, » de « différents ordres », à la fois « interdépendants » et « non substituables », et qu'on « ne saurait remplacer une catégorie de coûts par une autre »; Petrella ne cite apparemment pas George, qui avait cependant soutenu de manière remarquablement similaire, 
dans le cas du sol, que « la possibilité d’échanger les richesses entre elles implique nécessairement une répartition entre toutes les espèces de richesses, avec un avantage quelconque provenant d’une espèce quelconque ».
L’idée d’une taxe sur la terre est promue par l’économiste américain Nicolaus Tideman et l’activiste Alanna Harzok. Les écologistes supportent fréquemment l'idée que la terre devrait être considérée comme une propriété commune, et que les pollueurs doivent encourir des amendes et des taxes pour la dégradation de l'environnement. Une taxe sur la valeur des terrains et la pollution a été proposée par Ralph Nader durant l’élection présidentielle américaine de 2004[réf. souhaitée]
Herbert Simon et David Lloyd George ont fait l'éloge des idées de Henry George[réf. nécessaire].

## Critiques des idées de George
L’économiste autrichien Eugen von Böhm-Bawerk (de l'« École autrichienne ») est en désaccord avec les explications de George à propos de l'exemple de Bastiat: « [on ne peut pas] soutenir sa distinction des branches de productions en deux classes, la force vitale de la nature qui fonctionne en harmonie avec le travail dans un cas et pas dans l'autre, parce que la coopération de la nature est universelle et que la personne utilisant le rabot est assistée par les propriétés naturelles du fer... [réf. nécessaire] » - (Apparemment, selon Böhm-Bawerk, "force vitale" inclurait "propriétés du fer", mais la citation n'est pas claire par rapport au sujet, l'accroissement du capital et le "cercle des échanges".)